# 埃萊克特雷奈 (市鎮)
埃萊克特雷奈是立陶宛維爾紐斯縣内的市镇，行政中心为埃莱克特雷奈镇。市镇面積为509平方公里，2020年人口数量为23,992人。